# Caselle in Pittari
Caselle in Pìttari è un comune italiano di 1 868 abitanti della provincia di Salerno in Campania.

## Geografia fisica

Gonfalone comunale.

Caselle in Pìttari è un paesino del Cilento arroccato su una collina a 444 m s.l.m., sovrastato dalla torre medievale. Da qui si ammira il monte Cervati (1898 m) dalle cui sommità sgorgano le acque del fiume Bussento che attraversa il territorio di Caselle in un primo tratto, fino al lago Sabetta, per poi essere inghiottito dalle viscere della terra presso La Rupe, a est dell'abitato. Nel lustro 2004/2009 il paese ha subito vari restauri.
- Classificazione sismica: zona 2 (sismicità media), Ordinanza PCM. 3274 del 20/03/2003.
- Classificazione climatica: zona D, 1599 GG.

## Storia
Le indagini archeologiche compiute negli ultimi decenni documentano che il territorio fu abitato sin dall'età preistorica; infatti nella Grotta di San Michele si è rinvenuta ceramica appartenente all'orizzonte preistorico.
Altre rinvenimenti, riferiti all'età del Bronzo Finale (1150 - 900 a.C.), si sono rinvenuti in località Laurelli.
Reperti, databili all'età del Ferro (fine VII sec. a.C.), sono stati rinvenuti sul Colle Serra.
Nel V secolo a.C. i Lucani, provenienti dalle aree interne, si insediano in località Laurelli luogo in cui impiantano un abitato prolifico sino al III secolo a.C. epoca in cui il territorio fu conquistato dai Romani.
A seguito della caduta dell'Impero romano Caselle è ricordato dalle fonti per la pratica del culto dell'Arcangelo Michele, diffusosi nel territorio nel VII secolo con l'arrivo dei monaci bizantini, sul monte San Michele.
Agli inizi dell'XI secolo il principe longobardo di Salerno, Guaimaro III, fondò sul Monte San Michele o Pittari l'Abbazia di Sant'Angelo i cui resti sono tuttora visibili al di sotto del complesso criptologico.
Nel 1067 Caselle è menzionata nella Lettera Pastorale con la quale l'Arcivescovo di Salerno Alfano I annunciava al clero la nomina a vescovo dell'abate di Cava, Pietro Pappacarbone, nella ricostituita Diocesi di Policastro.
Nel 1137 Caselle è menzionata nel "Catalogus Baronum" come "territorio" dipendente dal Cenobio e dalla chiesa di Santa Maria di Grottaferrata di Rofrano. Sempre nello stesso elenco, nel 1154, Caselle è registrata come possedimento di Gisulfo di Padula.
In epoca angioina, in particolare negli anni della guerra del Vespro (1282 - 1302) combattuta dagli Angioini di Napoli e gli Aragonesi di Sicilia, Caselle dovette costituire uno dei castri (fortezza) della seconda linea difensiva interna come sembrano testimoniare i resti del maschio a forma di torre cilindrica.
Nel 1299 Carlo II lo Zoppo assegna Caselle al Principato Citeriore e divenne in seguito, nella prima metà del XIV secolo a.C., possedimento della famiglia Sanseverino (il primo feudatario fu Almerico Sanseverino a cui successe il figlio Tommaso).
Nel 1386 il re di Napoli affidò Caselle a Guarello Orilia poiché i Sanseverino gli si erano schierati contro nella lotta con Luigi II D'Angiò.
Nel 1442, con l'inizio della dominazione aragonese (1442 - 1504) nel Regno di Napoli, Caselle fu affidata ad Almerico, figlio di Tommaso Sanseverino, a cui successe il figlio Guglielmo che nel 1485 prese parte alla Congiura dei Baroni contro Ferrante D'Aragona. Le truppe aragonesi ebbero la meglio e Guglielmo fu privato di tutti i suoi feudi per aver partecipato alla Congiura: Alfonso II nominò governatore il milite Valerio De Gizzis di Chieti.
Nel 1496 Guglielmo, per volere di Ferdinando II, fu reintegrato in tutti i suoi beni e Caselle ritornò in possesso dei Sanseverino (Roberto II rilevò nel 1506 la terra di Caselle a cui successe, nel 1510, Ferrante).
All'inizio del XVI secolo la dominazione spagnola sostituì quella aragonese. Caselle, dopo anni difficili caratterizzati dalle scorrerie dei pirati saraceni e turchi, si ingrandì e offrì condizioni favorevoli di vita sino agli ultimi decenni del XVI secolo. Nel 1570 Pietro De Stefano acquistò Caselle per la somma di 11.500 ducati. Il dominio dei De Stefano si protrasse sino al 1674 anno in cui Pietro, ultimo della nobile famiglia napoletana, fu costretto a vendere il feudo al giudice Angelo Cristiani a causa dei debiti che aveva assunto e che non riuscì a pagare: i nobili furono costretti a contrarre debiti a causa delle carestie, dell'eccessivo carico fiscale e delle epidemie che ridussero le entrate.
Nel 1683 il feudo fu ereditato dal figlio di Angelo Cristiani, Didaco a cui successe il figlio Angelo Maria. Quest'ultimo mantenne il feudo sino al 13 giugno 1764, giorno in cui divenne feudataria del marchesato la figlia Chiara. Il feudo passò ai Mazzarotta che dominarono sino all'eversione delle leggi feudali (1806).
Dal 1811 al 1860 ha fatto parte della suddivisione del Regno delle due Sicilie, circondario di Sanza appartenente al distretto di Sala.
Dal 1861 al 1927 durante il regno d'Italia (1861-1946) ha fatto parte del circondario di Sala Consilina.

### Simboli
Lo stemma e il gonfalone sono stati concessi con decreto del presidente della Repubblica del 27 novembre 1979.
Il gonfalone è un drappo di azzurro.

## Monumenti e luoghi d'interesse

### Aree naturali
Verso ovest si possono osservare le rocce del monte Bulgheria, o più a nord le luci del santuario di Novi Velia sulla cima del monte Gelbison); verso sud-est per cercare uno scorcio verso il mare (che un tempo probabilmente era scrutabile dalle sommità della torre). Infine, si scorge il pietroso monte Pittari, che tra l'altro ha contribuito al nome del paese, con il santuario di San Michele Arcangelo tanto venerato dai casellesi.
La superficie territoriale si estende su 44,62 km² ed è prevalentemente collinare.

## Società

### Evoluzione demografica
Abitanti censiti

## Infrastrutture e trasporti

### Strade
- Strada statale 517 Bussentina.
- Strada statale 517 var Bussentina: Uscite Caselle in Pittari nord e Caselle in Pittari sud - Morigerati.
- Strada provinciale 16 Innesto Statale Bussentina-Caselle in Pittari-Casaletto Spartano-Torraca-Sapri.

## Amministrazione

### Sindaci
| Periodo        | Periodo        | Primo cittadino   | Partito                        | Carica  | Note |
| -------------- | -------------- | ----------------- | ------------------------------ | ------- | ---- |
| 23 aprile 1995 | 13 giugno 2004 | Romeo Esposito    | centro-sinistra                | Sindaco |      |
| 13 giugno 2004 | 26 maggio 2014 | Giampiero Nuzzo   | lista civica                   | Sindaco |      |
| 26 maggio 2014 | 27 maggio 2019 | Maurizio Tancredi | lista civica Uniti per Caselle | Sindaco |      |
| 27 maggio 2019 | in carica      | Giampiero Nuzzo   | lista civica Uniti per Caselle | Sindaco |      |

### Altre informazioni amministrative
Le competenze in materia di difesa del suolo sono delegate dalla Campania all'Autorità di bacino regionale Sinistra Sele.
Il comune fa parte della Comunità montana Bussento - Lambro e Mingardo